# Watten, Nord
Watten (tiếng Hà Lan: Waden, meaning "ford" as in "river-crossing") là một xã của tỉnh Nord, thuộc vùng Hauts-de-France, miền bắc nước Pháp.